# Seznam finskih pevcev
Seznam finskih pevcev.

## A
- Saara Aalto
- Armi Aavikko
- Jarkko Ahola
- Markku Aro
- Ami Aspelund
- Monica Aspelund
- Nina Åström

## E
- Axel Ehnström

## F
- Kim Floor
- Fredi

## H
- Kristina Hautala
- Katri Helena
- Reino Helismaa
- Carita Holmström

## J
- Jonne Järvelä
- Jasmine

## K
- Käärijä
- Tony Kakko
- Aksel Kankaanranta
- Kaija Kärkinen
- Pernilla Karlsson
- Laila Kinnunen
- Kirka
- Viktor Klimenko
- Kojo
- Timo Kotipelto
- Kari Kuivalainen
- Sandhja Kuivalainen
- Johanna Kurkela

## L
- Mathias Lillmåns
- Vesa-Matti Loiri
- Mr Lordi
- Sonja Lumme
- Mira Luoti

## M
- Jari Mäenpää
- Pave Maijanen
- Lasse Mårtenson
- Milana Misic

## N
- Ann-Christine Nyström

## P
- Esa Pakarinen
- Hanna Pakarinen
- Päivi Paunu
- Henri Piispanen
- Anna Puu

## R
- Tapio Rautavaara
- Sebastian Rejman
- Geir Rönning
- Vicky Rosti
- Marion Rung
- Jope Ruonansuu

## S
- Anneli Saaristo
- Krista Siegfrids
- Jari Sillanpää
- Seija Simola
- Riki Sorsa

## T
- Tarja Turunen

## V
- Ville Valo
- Laura Voutilainen

## Y
- Lauri Ylönen